# A Petersburg Night
Đêm Peterburg (tiếng Nga: Петербургская ночь) là một bộ phim tâm lý dựa theo các tác phẩm Netochka Nezvanova, Đêm trắng của nhà văn Fyodor Dostoyevsky, do Grigory Roshal và Vera Stroyeva đạo diễn, ra mắt lần đầu năm 1934.